# Всех скорбящих радост (Индианаполис)
„Всех скорбящих радост“ (на английски: Joy of All Who Sorrow Bulgarian Eastern Orthodox Church) е българска православна църква в град Индианаполис, Индиана, Съединенитe американски щати. Църквата е подчинена на Българската източноправославна епархия в САЩ, Канада и Австралия.

## Местоположение
Църквата е разположена в северната част на града, на улица „Норт Делауеър“ № 1516.